# Martin Hyman
Martin Hyman (* 3. Juli 1933 in Southampton; † 3. April 2021 in Livingston, West Lothian) war ein britischer Langstreckenläufer.
1958 wurde er für England startend bei den British Empire and Commonwealth Games in Cardiff Vierter über sechs Meilen.
Bei den Olympischen Spielen 1960 in Rom wurde er Neunter im Wettkampf über 10.000 m.
1961 gewann er Bronze beim Cross der Nationen und siegte bei der Corrida Internacional de São Silvestre.
1962 wurde er bei den Leichtathletik-Europameisterschaften in Belgrad Vierter über 10.000 m. Bei den British Empire and Commonwealth Games in Perth kam er über sechs Meilen auf den fünften und im Marathon auf den neunten Platz.
Nach seiner aktiven Karriere zog er 1979 nach Livingston in Schottland. Dort war er Gründungsmitglied des Lothian Running Club bei diesem als Trainer tätig.
Neben der Leichtathletik spielte Hyman eine entscheidende Rolle bei der Entwicklung des Spitzenorientierungslaufs in Großbritannien in den 1980er und 1990er Jahren als Gründer und Lauftrainer der British Orienteering Squad. In dieser Zeit gehörte er zu dem Team, das die Mannschaft von einem sehr niedrigen Niveau zu Weltklasse entwickelte.

## Persönliche Bestzeiten
- 5000 m: 14:01,0 min, 6. September 1961, Warschau
- 10.000 m: 29:02,0 min, 19. September 1961, London
- Marathon: 2:32:06 h, 29. November 1962, Perth